# Popas în apropierea codrilor într-o seară cu ninsoare

Whose woods these are I think I know.

His house is in the village though;

He will not see me stopping here

To watch his woods fill up with snow.

My little horse must think it queer

To stop without a farmhouse near

Between the woods and frozen lake

The darkest evening of the year.

He gives his harness bells a shake

To ask if there is some mistake.

The only other sound's the sweep

Of easy wind and downy flake.

The woods are lovely, dark and deep,

But I have promises to keep,

And miles to go before I sleep,

And miles to go before I sleep.
„Popas în apropierea codrilor într-o seară cu ninsoare” (titlu originar în engleză Stopping by Woods on a Snowy Evening) este o poezie de Robert Frost, scrisă în 1922 și publicată în 1923 în volumul său New Hampshire. În ea predomină descrierea, personificarea și repetiția. Într-o scrisoare adresată lui Louis Untermeyer, Frost a numit-o „cea mai bună șansă a mea la posteritate”.

## Context
Frost a scris poezia în iunie 1922 în casa lui din Shaftsbury, Vermont. Stătuse treaz toată noaptea scriind poemul „New Hampshire” din colecția de poezii cu același nume și în sfârșit terminase când și-a dat seama că se apropia dimineața. A ieșit să vadă răsăritul soarelui și i-a venit brusc ideea pentru „Popas în apropierea codrilor într-o seară cu ninsoare”. A scris noua poezie „despre seara cu ninsoare și căluțul acela de parcă aș fi avut o halucinație” în doar „câteva minute fără efort”.

## Analiză
Textul poeziei reflectă gândurile unui căruțaș singuratic (naratorul), în noaptea solstițiului de iarnă, „seara [cea mai] neagră dintr-un an” (în original, the darkest evening of the year), în care, la amurg, s-a oprit din călătoria sa pentru a privi zăpada căzând în pădure. Textul se termină cu el amintindu-și că, în ciuda frumuseții priveliștii, „am promis și sunt supus / și mai e mult până dorm dus”.

### Structură și stil
Poezia este scrisă în tetrametru iambic în strofe de tip Ruba'i create de Edward FitzGerald, care a adoptat stilul lui Hakim Omar Khayyam, poet și matematician persan din secolul al XII-lea. Fiecare strofă (cu excepția ultimei) urmează o schemă de rimă AABA, cu versul A din strofa următoare rimând cu versul B din strofa respectivă, ceva ce se numește rimă în lanț (un alt exemplu de așa ceva este terza rima folosită în Infernul lui Dante). În ansamblu, schema rimei este AABA BBCB CCDC DDDD.
Textul în engleză face uz de tipul de sunete din text pentru a transmite o atmosferă. Poezia începe cu un moment de introspecție tăcută, reflectat în sunetele blânde w și th, precum și în consoana dublă ll care fac ca vocea cititorului să pară șoptită. În a doua strofă, sunetele mai dure — precum k și qu - încep să rupă șoaptele. Când, în strofa a treia, gândul naratorului este perturbat de cal, se folosește un g abrupt.

## Referiri

### În politică
În zorii zilei de 23 noiembrie 1963, Sid Davis de la Westinghouse Broadcasting a relatat sosirea sicriului președintelui John F. Kennedy la Casa Albă. Întrucât Frost era unul dintre poeții preferați ai președintelui, Davis și-a încheiat relatarea cu un pasaj din această poezie, dar a încheiat copleșit de emoție.
La înmormântarea fostului premier canadian Pierre Trudeau, pe 3 octombrie 2000, fiul său cel mare, Justin, a reformulat ultima strofă a acestei poezii în panegiricul său: „Codrii frumoși i-au plăcut nespus. Și-a ținut promisiunile și și-a câștigat dreptul să doarmă dus.”
Poezia lui Frost, și în special ultima sa strofă, a fost pusă în lumină în autobiografia din 2008 a lui Joe Biden, care avea să devină președinte al SUA, autobiografie intitulată Promises to Keep, după antepenultimul vers al poeziei.